# 芮良夫
芮良夫（？—？），西周時期周朝的卿士，芮國國君。姬姓，字良夫。 周厲王想任用榮夷公為卿士。他強烈諫阻。認為榮夷公好利，任用此人後，周會敗落。周厲王卻專任榮夷公掌管政事。三年後，發生國人暴動，周厲王出奔。